# Lloró (ort)
Lloró är en ort i Colombia.   Den ligger i departementet Chocó, i den västra delen av landet, 290 km väster om huvudstaden Bogotá. Lloró ligger 90 meter över havet och antalet invånare är 2 651.
Terrängen runt Lloró är platt. Runt Lloró är det glesbefolkat, med 19 invånare per kvadratkilometer. Närmaste större samhälle är Bagadó, 17,5 km sydost om Lloró. I omgivningarna runt Lloró växer i huvudsak städsegrön lövskog.